# پیر موبرگ
پیر موبرگ (انگلیسی: Peer Moberg؛ زادهٔ ۱۴ فوریهٔ ۱۹۷۱) قایقران قایق بادبانی اهل نروژ است.